# Арсентьев, Олег Робертович
Олег Робертович Арсентьев (30 апреля 1940 — 17 декабря 2009) — передовик советской металлургии, сталевар Златоустовского металлургического завода Министерства чёрной металлургии СССР, Челябинская область, полный кавалер Ордена Трудовой Славы (1986). Почётный гражданин города Златоуста (1987).

## Биография
Родился в городе Сталинграде в русской семье. В 1948 году вся семья перебралась в город Челябинск, где Олег Робертович и завершил обучение в школе. В 1958 году начал свою трудовую деятельность, устроившись работать рабочим строительной лаборатории треста «Челябинскметаллургстрой». С 1959 по 1962 годы работал подручным сталевара электроплавильного цеха №1 на Челябинском металлургическом заводе. В 1962 году перешёл работать в цех №2 Златоустовского металлургического завода. В 1962 году завершил обучение в Челябинском металлургическом техникуме. Был призван в армию, служил до 1965 года.
После демобилизации, с 1966 по 1968 годы работал сифонщиком, подручным сталевара в электроплавильном цехе №2 и №3 Златоустовского металлургического комбината. С 1967 года член КПСС. С 1968 года - сталевар электроплавильного цеха №3. За долгие годы трудовой деятельности показал себя профессионалом своего дела, добился высоких результатов в труде.
Указом Президиума Верховного Совета СССР от 21 апреля 1975 года был награждён орденом Трудовой Славы III степени. 
Указом Президиума Верховного Совета СССР от 2 марта 1981 года был награждён орденом Трудовой Славы II степени.
Указом Президента СССР от 29 апреля 1986 года за успехи, достигнутые при выполнении заданий пятилетки был награждён орденом Трудовой Славы I степени. Стал полным кавалером Ордена Трудовой Славы.
После закрытия мартеновского цеха № 2 в 1995 году был переведён в мартеновский цех № 1 старшим мастером смены, позже работал начальником смены. С 1998 года трудился мастером газопечного хозяйства цеха №1. 
20 октября 1987 года решением органов власти города Златоуста стал «Почётным гражданином города».
Избирался депутатом Златоустовского городского Совета депутатов (1974-1981), был депутатом Челябинского областного Совета (1982-1990), делегат XVIII съезда профсоюзов. 
Проживал в Златоусте. Умер 17 декабря 2009 года.

## Награды и звания
- Орден Трудовой Славы - I степени (29.04.1986);
- Орден Трудовой Славы - II степени (2.03.1981);
- Орден Трудовой Славы - III степени (21.04.1975);
- Почётный гражданин Златоуста (20.10.1987).